# Ayuki Khan
Ayuki Khan o Ayuka Khan (1642 – 20 settembre 1724), taish della tribù oirate dei torgud stanziati sui fiumi Volga e Ural, fu il quarto khan dei calmucchi.
Sotto il suo governo il khanato calmucco raggiunse il suo apice in termini di potere economico, militare e politico. Dopo alterne alterne vicende, Ayuki divenne un fedele alleato della Russia, di cui protesse i confini meridionali e a vantaggio della quale si impegnò in numerose spedizioni militari contro le tribù musulmane dell'Asia centrale, del Caucaso settentrionale e della Crimea.

## Presa del potere
Ayuki era figlio del terzo khan dei calumucchi, Puntsuk. Alla morte del padre, nel 1669, la successione di Ayuki non fu immediatamente riconosciuta. Tra i suoi oppositori vi furono lo zio Dugar, che si rifugiò presso i tatari di Crimea e i nogai di Azov e attaccò Ayuki a ovest del Volga, e Ablay, taish degli hošuud e vecchio nemico di famiglia, che cercò l'appoggio del Regno russo contro Ayuki. Nel 1672 Ayuki fu quindi costretto ad allearsi con i russi e, con l'aiuto dei cabardi e dei cosacchi, riuscì infine a sconfiggere prima Ablay e poi Dugar, che nel 1673 furono consegnati alla Russia.

## L'alleanza con la Russia
Ayuki, consapevole del potere del Regno russo e della sua dipendenza da esso, fu costretto a fare concessioni all'alleato. I calmucchi furono autorizzati a commerciare solo a Mosca e ad Astrachan'. I rifugiati calmucchi in territorio russo venivano estradati solo se non si convertivano al cristianesimo. Ayuki dovette limitare le sue attività di politica estera. I sussidi che gli erano stati promessi dai russi non furono praticamente pagati. La politica del governo zarista era nei fatti quella di trasformare i calmucchi in sudditi russi, ma anche Ayuki, da parte sua, non rispettò pienamente i trattati.
Durante la rivolta baschira del 1681-1684, i calmucchi e i baschiri assediarono Ufa e Menzelinsk. Nel 1683 Il governo zarista inviò il principe Aleksej Ivanovič Golicyn a negoziare con Ayuki per allontanarlo dell'alleanza con i baschiri. I negoziati fallirono e Ayuki strinse relazioni con gli ottomani, i tatari di Crimea e la Persia, nemici dei russi. Ayuki attaccò i cosacchi del Don e i territori presso Ufa e Kazan', riuscendo anche ad interrompere il collegamento tra il Regno russo e Astrachan'.
Nel 1696, con la conquista di Azov da parte di Pietro I, Ayuki capì che doveva cambiare nuovamente schieramento e nel luglio 1697 concluse un nuovo trattato con la Russia. Pietro I adottò nei confronti dei calmucchi una politica diversa da quella dei suoi predecessori: riteneva infatti che la pace e la sicurezza sul confine fossero più importanti della sottomissione dei calmucchi. Con il nuovo trattato non furono posti limiti al diritto di pascolo per i calmucchi e i tutti i rifugiati furono respinti.
Le autorità russe, nel tentativo di rafforzare la propria influenza nel basso Volga, sostennero Ayuki e utilizzarono le sue truppe durante la rivolta di Astrachan' del 1705-1706, la rivolta di Bulavin del 1707-1708, la grande guerra del nord e la guerra russo-persiana del 1722-1723. Nel 1722 Ayuki e Pietro I si incontrarono a Saratov e, come riconoscimento per il suo servizio durante la guerra contro la Persia, Ayuki ricevette dallo zar una spada d'oro e una cintura ornata di pietre preziose.

## Rapporti con l'Oriente
Ayuki, dopo aver ristabilito le relazioni pacifiche con il regno russo, rivolse la sua attenzione a est. Intraprese campagne militari contro i daghestani, i cumucchi, i cabardi e il Kuban'. Rese suoi tributari i kazaki e i turkmeni. Gruppi di turkmeni della penisola di Mangyshlak furono deportati da Ayuki sul Volga.
Ayuki mantenne sempre contatti con il Tibet (nel 1690 il Dalai Lama gli conferì il titolo di taisha) e con la sua patria d'origine, cioè con gli zungari (nome collettivo di diverse tribù di etnia oirate). Il sovrano degli zungari, Tsewang Rabdan, sposò una delle figlie di Ayuki, ma tra il 1701 e il 1704 entrò in conflitto con quest'ultimo. Tra il 1712 e il 1714, dopo che un nipote di Ayuki, Arabjur, al ritorno da un pellegrinaggio in Tibet dovette mettersi sotto la protezione cinese, un inviato della dinastia Qing, Tulishen, si presentò ad Ayuki e negoziò anche con il governatore della Siberia, Matvej Petrovič Gagarin. Ayuki cercava l'appoggio cinese contro Tsewang Rabdan e un più facile accesso al Tibet.

## Morte di Ayuki
Con l'avanzare dell'età Ayuki fu soppiantato dal suo energico e popolare figlio Chakdorjab. Nel 1722 Chakdorjab morì di intossicazione da alcol, anche se ci sono prove che sia stato assassinato grazie ad un intrigo dei russi. Alla morte di Ayuki, nel 1724, l'Impero russo tentò di interferire nella successione e di insediare un proprio candidato come khan, cui però sarebbe stato attribuito il rango subordinato di viceré. Quando i disordini scoppiati tra i calmucchi minacciarono di raggiungere i confini dei territori controllati dai russi, il governo zarista dovette desistere e Tseren Donduk divenne il nuovo khan dei calmucchi.